# Toes
Toes o Toas (en llatí: Thoas, en grec antic: Θόας) va ser estrateg de la Lliga Etòlia l'any 193 aC.
Nomenat pel càrrec, a l'assemblea etòlia celebrada a Naupacte, va urgir a fer la guerra contra Roma (193 aC) i a aliar-se amb Filip V de Macedònia i Antíoc III el Gran de Síria. Tot això no va anar seguit de cap resultat concret; el 192 aC apareix Toas intentant reduir la fortalesa de Calcis al front de forces etòlies però llavors Antíoc estava ja favorablement disposat.
Toas es va reunir amb Antíoc i va obtenir sobre el rei certa influència, i el va convèncer de passar a Grècia amb el seu exèrcit. Llavors, a l'assemblea etòlia, reunida a Làmia, va fer aprovar l'aliança amb el rei selèucida, al que es va entregar el comandament suprem dels etolis. Dels serveis que va fer durant la guerra no se'n sap res. Després de la derrota d'Antíoc a Magnèsia del Sipilos, els romans van imposar la rendició de Toas com una condició per la pau (189 aC). Entregat als romans, el van deixar lliure per intercessió de Nicandre i Pantaleó.